# Жика Антић
Жика Антић је српски фолк певач и трубач.

## Професионална каријера
Жика је највећу славу достигао почетком деведесетих година песмама „Само сам тебе имао (Ех, да имам крила младог орла)!" и „Шта ћу ноћас у кафани?!". Песма „Само сам тебе имао!" је достигла велику популарност, па се један њен део са концерта, појављује у култном документарном филму "Видимо се у читуљи" из 1994. године, као обележје музике тог времена. Познат је и по томе да на својим концертима и наступима свира трубу, која је поред Ray-Ban наочара, његов заштитни знак.
Издавао је за музичке куће Дискос, Гранд продукција и ПГП РТС.

## Дискографија

### Албуми

#### Одвише си лепа - (1986)
Дискос
1. Зато што сам био добар
2. Одвише си лепа
3. Украшћу те
4. Ритам живота
5. Лудујем за тобом
6. Врећа за спавање
7. Кише јесење
8. Жалим што те нисам оженио
9. Кад је љубав умирала

#### Опасно те волим - (1988)
Дискос
1. Опасно те волим
2. Ето, тако је
3. Еј, животе мој
4. А другу нисам волео
5. Изгубљени сјај
6. А, ја живим како живим
7. Баш си лепа кад се љутиш
8. Јесењи растанци

#### Кад ја кренем - (1994)
Продукција Стиг
1. Само сам тебе имао
2. Кад ја кренем
3. Није крива жена та
4. Између мене и тебе
5. Два брата
6. Шта ћу ноћас у кафани
7. Памтићу те
8. Нема, нема је

#### Желео би да сам ја - (1997)
Злаја бенд, ПГП РТС
1. Желео би да сам ја
2. Жене и кафана
3. Е мој стари бивши друже
4. Рибарска песма
5. Зар не могу побећи од тебе
6. То само могу ја
7. Нећу живот свој да мењам
8. Врећа за спавање

#### Дуга река - (2000)
Гранд продукција
1. Дуга река
2. Ево моје судбине
3. Кад те буду питали
4. Кише јесење
5. Ужице
6. Шта ако сам је волео
7. Ћеро моја
8. Певај народе

### Синглови
1. Немам злата
2. Нестаје младост
3. Опасно те волим
4. Плавокоса заводница
5. Ти си сада прошлост
6. Ужице 2
7. Због те жене